# Sojuz TMA-16M
Sojuz TMA-16M byla ruská kosmická loď řady Sojuz. Dne 27. března 2015 ji nosná raketa Sojuz FG vynesla z kosmodromu Bajkonur na oběžnou dráhu Země. Na Mezinárodní vesmírnou stanici (ISS) dopravila tři členy Expedice 43. Poté zůstala u ISS jako záchranná loď až do září 2015, kdy se s ní na Zem vrátil Padalka s dvěma účastníky krátkodobého letu na ISS – Andreasem Mogensenem, dánským kosmonautem Evropské kosmické agentury a Kazachem Ajdynem Aimbetovem, Mogensen i Aimbetov přiletěli na ISS lodí Sojuz TMA-18M.

## Posádka

### Start
Hlavní posádka:
- Gennadij Padalka (5), velitel, Roskosmos (CPK)
- Michail Kornijenko (2), palubní inženýr 1, Roskosmos, CPK
- Scott Kelly (4), palubní inženýr 2, NASA

V závorkách je uveden dosavadní počet letů do vesmíru včetně této mise.
Záložní posádka:
- Alexej Ovčinin, Roskosmos (CPK)
- Sergej Volkov, Roskosmos (CPK)
- Jeffrey Williams, NASA

### Přistání
- Gennadij Padalka, velitel, Roskosmos (CPK)
- Andreas Mogensen, palubní inženýr 1, ESA
- Ajdyn Aimbetov, palubní inženýr 2, Kazkosmos

## Průběh letu
Kosmická loď Sojuz TMA-16M nesená raketou Sojuz FG odstartovala z kosmodromu Bajkonur 27. března 2014 v 19:42 UTC. V 01:34 UTC 28. března 2015 se loď připojila ke stykovému uzlu modulu Poisk Mezinárodní vesmírné stanice (ISS). Poté posádka Sojuzu – velitel Gennadij Padalka, Michail Kornijenko a Scott Kelly přešla na stanici a zapojila se do práce Expedice 43. Zatímco Kornijenko a Kelly zůstanou na ISS celý rok, Padalka se vrátil na Zem po obvyklém půlročním letu.
Padelka a dva účastníci krátkodobého letu na ISS – Andreas Mogensen a Ajdyn Aimbetov – se se Sojuzem TMA-16M vrátili na Zem dne 12. září v 00:51 UTC, když bezpečně přistáli v Kazachstánu.